# Antoni Kłobukowski
Antoni Kłobukowski, franc. Antony Wladislas Klobukowski (ur. 1855 w Auxerre, zm. 24 kwietnia 1934 w Paryżu) – dyplomata w służbie Francji pochodzenia polskiego, pamiętnikarz, wolnomularz.

## Życiorys
Był synem Romana Kłobukowskiego, emigranta z Polski i żołnierza wojsk polskich, osiadłego w Auxerre w departamencie Yonne pod Paryżem. Jego ojciec najpierw uczył języka niemieckiego później został urzędnikiem w miejscowej prefekturze. Ożenił się z Anne Colin z którą miał pięcioro dzieci, w tym Antoniego. Mały Antony początkowo uczył się w Paryżu w szkole dla dzieci polskich emigrantów na Batignolles, a następnie w gimnazjum w Auxerre. Licencjat z prawa i handlu otrzymał w Paryżu.
Ukończył studia na Uniwersytecie Paryskim. Zaczynał pracę w biurze i wkrótce awansował na kierownika biura prefekta Charlesa Thomsona. Razem z nim udał się do Indochin z misją dyplomatyczną do Kambodży i w okolice rzeki Mekong. Nawiązał kontakty i zdobył doświadczenie i w 1886 jako dyrektor biura pozostawał u kolejnego dyplomaty francuskiego. W 1889 poślubił jego córkę Pauline Bert. Pracował u gubernatora w Kochinchinie, potem był konsulem w Annamie i w Tonkinie, potem odbył specjalną misję do Syjamu, skąd jako główny sekretarz gubernatora udał się do Indochin. Wkrótce potem został konsulem w Jokohamie. Potem trafił do Kalkuty, Kaszmiru, Tybetu. W 1901 został ambasadorem Francji w Bangkoku. Był ministrem upełnomocnionym w Syjamie. Często podróżował do Kambodży. Przy poparciu swojego znajomego Clemenceau został ambasadorem w Limie. Podróżował też do Argentyny i Chile. Na krótko trafił do Kairu, a następnie do Etiopii jako minister pełnomocny z ramienia Francji na dworze Menelika II. Do stolicy Etiopii podróżował konno 22 dni, czym zapewne zwrócił uwagę władcy na konieczność unowocześnienia państwa oraz wydłużenia linii kolejowej z wybrzeża do stolicy. Latem 1908 został z kolei trzecim generalnym gubernatorem Indochin. Pod koniec 1909 ustąpił ze stanowiska (w prasie polskiej podano, że doszło do tego w związku z jego przekonaniami katolickimi oraz na skutek presji francuskiej masonerii).
W 1911 wrócił do Europy i od czerwca do maja 1918 pozostawał ministrem pełnomocnym przy dworze króla belgijskiego Alberta I. Swoje wspomnienia z tego okresu opisał w pamiętniku Wspomnienia z Belgii. Za wybuch I wojny światowej Kłobukowski w swoich wspomnieniach jednoznacznie obwinia Niemcy i przytacza na to wielorakie dowody. Po wojnie Clemenceau mianował go pierwszym Dyrektorem Informacji i Propagandy. Ostatnim jego zadaniem służbowym było reprezentowanie Francji w komisji repatriacyjnej działającej na terenie dawnych Austro-Węgier.
Był wysyłany w najbardziej zapalne miejsca, gdzie łagodził konflikty i przyczyniał Francji sympatii i zwolenników. Zwłaszcza w Indochinach tubylców nigdy nie traktował jako ludzi gorszych a ich ziem jako kolonii. Rozwinął tam sieć szkół podstawowych, średnich, zawodowych, także dla dziewcząt. Starał się o poprawę opieki zdrowotnej. Wychodził z inicjatywami pozwalającymi uruchomić eksploatację miejscowych surowców na bazie przedsiębiorstw francusko-miejscowych. Z miejsc swego pobytu przygotowywał precyzyjne i szeroko rozbudowane raporty – omawiał finanse, działanie administracji, służby zdrowia, szkolnictwa oraz miejscowe stosunki i siły polityczne.
Przed 1908 otrzymał Krzyż Komandorski  Legii Honorowej i ordery zagraniczne.
Na emeryturze osiadł w posiadłości żony, w Venoy koło Auxerre. Tu zajmował się porządkowaniem dokumentów oraz pisaniem wspomnień i reportaży, także dla lokalnego pisma Bourguignon. W 1932 został Prezydentem Towarzystwa Naukowego w Yonne. Został pochowany w Pontagny koło Auxerre.